# Экспресс (хоккейный клуб, Львов)
ХК «Экспресс»— украинский хоккейный клуб из города Львова. В сезоне 2008—2009 и 2009—2010 выступал в Чемпионате Украины по хоккею.
Домашние игры проводил на открытом катке Спортивно-развлекательного комплекса «Медик»[1].
Официальные цвета клуба — желтый и голубой.
Домашние игры проводил на открытом катке Спортивно-развлекательного комплекса «Медик».

## История
Хоккейный клуб «Экспресс» был создан в 2008 году, когда ХК «Львов» и ХК «ВИМ–Беркут» объединились для участия в Чемпионате Украины по хоккею 2008—2009. В сезоне 2008—2009 Федерация хоккея Украины с целью популяризации игры решила объединить все хоккейные команды в одной лиге, поделив их на три дивизиона.
Спонсором ХК «Экспресс» стала Львовская железная дорога, которая и дала название клуба. Главным тренером команды стал Михаил Чиканцев.
Перед стартом Чемпионата Украины по хоккею 2008—2009 ХК «Экспресс» усилился 13-ю киевскими игроками, поскольку уровень большинства местных хоккеистов был недостаточным для чемпионата Украины. Задачей на сезон у команды было просто «достойно выступить».
В свою очередь, Федерация хоккея Украины пошла навстречу ХК «Экспресс», позволив проводить домашние матчи на открытом катке СРК «Медик».
Через финансовые проблемы ХК «Экспресс» в сезоне 2008—2009 снялся с соревнований в Плей-офф после Первого раунда, поэтому донецкий «Донбасс», который должен был встретиться с львовянами прошел в 1/4 финала без борьбы.
В сезоне 2009—2010 ХК «Экспресс» занял 3-е место на Первом этапе в Дивизионе С.
Перед началом сезона 2012—2013 ЗУАХЛ ХК «Экспресс» объединился в одну команду с ХК «ВИМ-Беркут», и выступал под названием ХК «Беркут-Экспресс».

## Чемпионат Украины по хоккею

### Сезон 2008—2009
Чемпионат Украины. Второй этап (снялся с соревнований).

#### Плей-офф
Первый раунд
«Экспресс» (Львов) — «Патриот» Винница — 2:0 (13:8, 11:4)
Второй раунд
ХК «Экспресс» снялась с соревнований, поэтому донецкий «Донбасс», который должен был встретиться с львовянами, прошел в 1/4 финала без борьбы.

### Сезон 2009—2010
Чемпионат Украины. Первый раунд 3-е место в Дивизионе С

## Западноукраинская любительская хоккейная лига
- 2009—2010 — 1-е место
- 2010—2011 — 2-е место
- 2011—2012 — 4-е место

## Достижения
- — 1-е место в Западноукраинской любительской хоккейной лиге 2009—2010
- — 2-е место в Западноукраинской любительской хоккейной лиге 2010—2011

## Руководство
- Президент — Владимир Чернега
- Главный тренер — Михаил Чиканцев